# یوشیکازو ایواموتو
یوشیکازو ایواموتو (انگلیسی: Yoshikazu Iwamoto؛ زادهٔ تاریخ ورودی نامعتبر است) موسیقی‌دان اهل ژاپن است.